# Nikola Stanchev
Nikola Stanchev (em búlgaro:  Никола Николов Станчев, Tvărdica, Sliven, 11 de setembro de 1930 — Burgas, Burgas, 13 de julho de 2009) foi um lutador de luta livre búlgaro.

## Carreira
Foi vencedor da medalha de ouro na categoria de 73-79 kg em Melbourne 1956.